# Gunung Bateeputeh
Gunung Bateeputeh är ett berg i Indonesien.   Det ligger i provinsen Aceh, i den västra delen av landet, 1 500 km nordväst om huvudstaden Jakarta. Toppen på Gunung Bateeputeh är 629 meter över havet, eller 110 meter över den omgivande terrängen. Bredden vid basen är 3,9 km.
Terrängen runt Gunung Bateeputeh är kuperad åt nordost, men åt sydväst är den platt.Runt Gunung Bateeputeh är det ganska glesbefolkat, med 40 invånare per kvadratkilometer. I omgivningarna runt Gunung Bateeputeh växer i huvudsak städsegrön lövskog.